# هارون كلا (دشت سر)
هارون کلا (بالفارسية: هارون‌کلا) هي قرية تقع في إيران في قسم دشت سر الريفي. يقدر عدد سكانها بـ 937 نسمة .